# Gottfried Leibniz
Gottfried Wilhelm Leibniz (cũng là Leibnitz hay là von Leibniz (1 tháng 7 (21 tháng 6 Lịch cũ) năm 1646 – 14 tháng 11 năm 1716) là một nhà bác học người Đức với các tác phẩm chủ yếu viết bằng tiếng Latin và tiếng Pháp.
Ông được giáo dục về luật và triết học, và phục vụ như là factotum cho hai gia đình quý tộc lớn người Đức, Leibniz đã đóng một vai trò quan trọng trong chính trị của châu Âu và các vấn đề ngoại giao trong thời đại của ông. Ông chiếm vị trí quan trọng ngang nhau trong cả lịch sử triết học và lịch sử toán học. Ông khám phá ra vi tích phân độc lập với Isaac Newton, và ký hiệu của ông được sử dụng rộng rãi từ đó. Ông cũng khám phá ra hệ thống số nhị phân, nền tảng của hầu hết các cấu trúc máy tính hiện đại. Trong triết học, ông được nhớ đến nhiều nhất với chủ nghĩa lạc quan, i.e., kết luận của ông là vũ trụ của chúng ta là, trong một nghĩa giới hạn, là một vũ trụ tốt nhất mà Thiên Chúa có thể tạo ra. Ông, cùng với René Descartes và Baruch Spinoza, là một trong ba nhà lý luận (rationalist) nổi tiếng của thế kỉ 17, nhưng triết học của ông cũng nhìn ngược về truyền thống Scholastic và dự đoán trước logic hiện đại và triết học phân tích. Leibniz cũng có nhiều đóng góp lớn vào vật lý và kỹ thuật, và dự đoán những khái niệm sau này nổi lên trong sinh học, y học, địa chất, lý thuyết xác suất, tâm lý học, ngôn ngữ học và công nghệ thông tin. Ông cũng viết về chính trị, luật, đạo đức học, thần học, lịch sử và ngữ văn, đôi khi làm cả vài câu thơ. Đóng góp của ông trong nhiều lĩnh vực khác nhau xuất hiện rải rác trong các tạp chí và trong trên mười ngàn lá thư và những bản thảo chưa xuất bản. Nhiều bản thảo của ông được viết bằng tốc ký sử dụng sáng chế của riêng ông sử dụng số nhị phân để mã hóa các chuỗi ký tự. Cho đến nay, không có sưu tập đầy đủ về những tác phẩm và bản thảo của Leibniz, và do đó thống kê hết những thành tựu ông đạt được là không thể biết được.

## Tiểu sử
Tóm tắt sự nghiệp của Leibniz:
- 1646-1666: những năm định hình
- 1666–74: Chủ yếu phục vụ cho Vương công-Tuyển hầu tước xứ Mainz, Johann Philipp von Schönborn, và quan Thượng thư của Phủ Chúa xứ Mainz là Nam tước von Boineburg.
  - 1672–76. Sống ở Paris, có hai lần ghé tham quan trọng tới Luân Đôn.
- 1676–1716. Phục vụ cho Gia tộc Hannover.
  - 1677–98. Đình thần, ban đầu cho John Frederick, Công tước xứ Brunswick-Lüneburg, sau đó là cho em trai của ông này, Công tước (sau đó là Tuyển hầu tước) Ernst August của Hannover.
    - 1687–90. Du lịch rộng khắp Đức, Áo, và Ý, nghiên cứu cho một cuốn sách mà Tuyển hầu tước đã thuê ông viết về lịch sử của Gia tộc Brunswick.

  - 1698–1716: Quan viên trong cung đình của Tuyển hầu tước Georg Ludwig của Hannover.
    - 1712–14. Tại thành Viên. Được đề cử làm Cố vấn Triều đình năm 1713 bởi Charles VI, Hoàng đế Thánh chế La Mã, tại triều đình Hapsburg ở Viên.

  - 1714–16: Georg Ludwig, khi trở thành George I của Anh, đã cấm Leibniz không cho theo ông tới Luân Đôn. Leibniz trải qua những ngày cuối đời không ai chú ý tới.

### Đầu đời
Gottfried Leibniz được sinh ra vào 1 tháng 7 năm 1646 ở Leipzig cha là Friedrich Leibniz và mẹ là Catherina Schmuck. Sau này, ông thường ký tên là "von Leibniz", và trong nhiều tái bản của các tác phẩm của ông sau khi ông qua đời người ta thường in tên ông ở trang bìa là "Freiherr [Bá tước] G. W. von Leibniz." Nhưng không có tài liệu nào khẳng định ông được phong danh hiệu quý tộc.
Khi Leibniz lên sáu tuổi, cha của ông, một Giáo sư Triết học Đạo đức tại Đại học Leipzig, qua đời, để lại một thư viện cá nhân mà Leibniz được tự do đi vào đọc từ năm lên bảy tuổi. Đến năm 12 tuổi, ông đã tự học tiếng Latin, mà ông đã sử dụng thoải mái cho đến suốt đời, và bắt đầu học tiếng Hy Lạp.
Ông vào học đại học trường của cha ông vào năm 14 tuổi, và hoàn thành bằng đại học năm 20 tuổi, chuyên về luật và nắm vững các khóa học đại học trong các môn cổ điển, logic, triết học. Tuy nhiên, giáo dục của ông về toán không thỏa mãn tiêu chuẩn của Pháp và của Anh. Vào năm 1666 (20 tuổi), ông xuất bản cuốn sách đầu tiên của ông, cũng là luận án habilitation của ông về triết học, De Arte Combinatoria (Về nghệ thuật tổ hợp). Khi Leipzig từ chối không bảo đảm một vị trí giảng dạy về luật sau khi ông tốt nghiệp, Leibniz đã trình luận án mà ông dự tính nộp cho Leipzig sang đại học khác, Đại học Altdorf, và có được bằng tiến sĩ luật trong vòng 5 tháng. Sau đó ông từ chối một ví trí giảng dạy tại Altdorf, và trải quãng đời còn lại phục vụ cho hai gia đình quý tộc lớn ở Đức.

### 1666–1674
Vị trí đầu tiên của Leibniz là một giả kim thuật được trả lương ở Nürnberg, cho dù là ông không biết gì về vấn đề đó cả. Không lâu sau đó ông gặp Johann Christian von Boineburg (1622–1672), bộ trưởng chính bị thất sủng của Tuyển hầu (Elector) của xứ Mainz, Johann Philipp von Schönborn. Von Boineburg thuê Leibniz làm trợ lý, và không lâu sau giảng hòa với Tuyển hầu và giới thiệu Leibniz cho ông ta. Leibniz liền thảo ra một bài luận về luật pháp để trình cho Tuyển hầu với hy vọng xin được việc làm. Chiến thuật đó thành công; vị Elector yêu cầu Leibniz giúp ông soạn thảo lại bộ luật cho tỉnh của ông. Vào năm 1669, Leibniz được bổ nhiệm Hội thẩm viên trong Tòa Thượng thẩm. Mặc dù von Boineburg mất cuối năm 1672, Leibniz vẫn được sử dụng bởi vợ của ông cho đến bà cho ông thôi việc vào năm 1674.
Von Boineburg đã làm nhiều việc để làm tăng danh tiếng của Leibniz, và những lá thư và các văn bản pháp lý soạn thảo bởi Leibniz đã bắt đầu thu hút những sự chú ý thuận lợi. Phục vụ của Leibniz đối với Tuyển hầu về sau đã có vai trò trong ngoại giao. Ông xuất bản một bài viết, dưới bút danh của một nhà quý tộc người Ba Lan không có thật, biện luận cho (nhưng không thành công) một ứng viên người Đức cho hoàng gia Ba Lan. Chính trị châu Âu trong thời trưởng thành của Leibniz là tham vọng của vua Louis XIV của Pháp, được sự trợ giúp của sức mạnh quân sự và kinh tế của Pháp. Trong khi đó, cuộc Chiến tranh ba mươi năm đã làm những vùng châu Âu nói tiếng Đức kiệt quệ, phân rã, và lạc hậu về kinh tế. Leibniz đề nghị bảo vệ vùng châu Âu nói tiếng Đức bằng cách làm phân tán sự chú ý của Louis bằng cách sau. Pháp sẽ được mời đánh chiếm Ai Cập như là một bước tiến vững chắc để dần đi đến việc chinh phục Đông Ấn của Hà Lan. Đổi lại, Pháp phải đồng ý không quấy phá Đức và Hà Lan. Kế hoạch này đã được Tuyển hầu ủng hộ một cách cảnh giác. Vào năm 1672, nhà nước Pháp đã mời Leibniz đến Paris để thảo luận, những dự tính đó không thành do các sự kiện sau đó và việc đó không còn quan trọng nữa. Napoleon đã thất bại trong việc xâm lược Ai Cập vào năm 1798 có thể xem như là một sự thi hành không thành công dự tính của Leibniz.
Do đó Leibniz bắt đầu trải qua vài năm ở Paris, trong thời gian đó ông đã mở rộng hẳn kiến thức về toán và vật lý của ông, và bắt đầu đóng góp vào cả hai ngành. Ông đã gặp Malebranche và Antoine Arnauld, những triết gia hàng đầu của Pháp vào thời điểm đó, và nghiên cứu những tác phẩm của René Descartes và Blaise Pascal, cả những bản thảo chưa xuất bản cũng như những cuốn đã xuất bản. Ông làm bạn với một nhà toán học người Đức, Ehrenfried Walther von Tschirnhaus; họ liên lạc với nhau cho đến cuối đời. Đặc biệt là Leibniz đã làm quen với nhà vật lý và toán học người Hà Lan là Christiaan Huygens, lúc đó khả nổi ở Paris. Ngay sau khi đến Paris, Leibniz đã thức tỉnh; kiến thức của ông về toán và vật lý rất rời rạc. Với Huygens như là người hướng dẫn, ông bắt đầu một chương trình tự học mà không lâu sau đã đem lại kết quả là ông bắt đầu có những đóng góp lớn cho cả hai ngành đó, bao gồm cả việc đưa ra vi phân và tích phân theo ý của ông.
Khi mọi việc rõ ràng rằng Pháp sẽ không thi hành kế hoạch về Ai Cập như là theo đề nghị của Leibniz, vị Tuyển hầu gửi cháu ông, tháp tùng bởi Leibniz, trong một nhiệm vụ liên quan tới nhà nước Anh ở London, đầu năm 1673. Nơi đó Leibniz đã làm quen với Henry Oldenburg và John Collins. Sau khi trình bày cho Hiệp hội Hoàng gia (Royal Society) một loại máy tính mà ông thiết kế và xây dựng từ năm 1670, loại máy đầu tiên có thể tính được 4 phép toán cơ bản, Hiệp hội đã phong ông làm thành viên nước ngoài. Chuyến đi đã kết thúc đột ngột khi tin về Tuyển hầu qua đời đưa tới, và Leibniz phải quay lại Paris ngay sau đó mà không phải Mainz như đã dự tính trước.
Cái chết đột ngột của hai nhà bảo trợ Leibniz trong cùng một mùa đông đồng nghĩa với việc Leibniz phải đi tìm một cơ sở mới cho sự nghiệp của ông. Về việc đó, một lời mời năm 1669 từ Công tước xứ Brunswick để ghé thăm Hanover đã được xem là bước ngoặt. Leibniz khước từ lời mời, nhưng bắt đầu liên lạc với vị Công tước năm 1671. Vào năm 1673, Công tước phong cho ông chức Cố vấn mà Leibniz miễn cưỡng chấp nhận 2 năm sau đó, chỉ sau khi mọi việc rõ ràng là không có việc làm ở Paris, nơi ông có những cảm hứng về khoa học, hay là với triều đình Hapsburg sắp tới.

### Hoàng tộc Hannover 1676–1716
Leibniz trì hoãn chuyến đi đến Hannover cho tới cuối năm 1676, sau khi làm một chuyến đi ngắn tới London, nơi mà có lẽ ông đã được xem một số công trình chưa xuất bản của Newton về vi tích phân. Sự kiện này dường như đã ủng hộ những lời cáo buộc, xảy ra nhiều thập kỉ sau đó, rằng ông đã ăn cắp vi tích phân từ Newton. Trong chuyến đi từ London đến Hannover, Leibniz dừng lại ở Den Haag nơi ông đã gặp Leeuwenhoek, người đã khám phá ra vi sinh vật (microorganisms). Ông cũng trải qua vài ngày tranh luận hăng say với Spinoza, người vừa mới hoàn thành tác phẩm chính, Đạo đức. Leibniz kính trọng kiến thức của Spinoza, nhưng không hài lòng với những kết luận của ông mâu thuẫn với giáo lý Thiên chúa giáo.
Năm 1677, ông được thăng chức, theo yêu cầu của ông, lên chức Privy Counselor of Justice, một vị trí ông nắm giữ cho tới cuối đời. Leibniz đã phục vụ ba đời cai trị liên tiếp của hoàng tộc Brunswick như là sử gia, cố vấn chính trị, và sau hết, như là quản thư cho thư viện của công tước. Từ dạo đó ông đã sử dụng ngòi bút của mình trên tất cả các vấn đề khác nhau liên quan tới chính trị, lịch sử và thần học có liên quan tới Hoàng tộc Brunswick; các tài liệu đó làm thành một phần có giá trị đối với lịch sử trong giai đoạn đó.
Trong một vài người ở miền bắc nước Đức đón tiếp Leibniz nồng nhiệt là Nữ Tuyển hầu tước (Electress) Sophia xứ Hanover (1630–1714), con gái bà là Sophia Charlotte xứ Hanover (1668–1705), Hoàng hậu Phổ và đồ đệ trung thành của bà, và Caroline xứ Ansbach, người tình của cháu nội bà, vua George II tương lai. Đối với những người phụ nữ này ông vừa là bạn, cố vấn, và liên lạc viên. Đổi lại, họ nồng nhiệt với ông hơn là chồng của họ và cả vua trong tương lai George I của Anh. Tỷ như Hoàng hậu Sophia Charlotte nước Phổ, bà thích đàm luận với Leibniz hơn hẳn bất kỳ một yến tiệc linh đình nào trong cung đình xa hoa của Vua Friedrich I khi đó.
Dân số của Hannover chỉ vào khoảng 10.000, đã tầm vóc nhỏ bé của nó cuối cùng đã làm Leibniz không hài lòng. Tuy vậy, là một đại thần của Hoàng tộc Brunswick là một vinh dự, đặc biệt là uy tín của Hoàng tộc đó tăng đáng kể trong thời gian Leibniz liên hệ với họ. Vào năm 1692, Công tước của Brunswick trở thành Tuyển hầu theo thừa kế của Thánh chế La Mã. Bộ luật Hòa giải 1701 của Anh đã chỉ định Nữ tuyển hầu Sophia và con cháu của bà như là thành viên hoàng gia của Liên hiệp Anh, khi cả Vua William III và em dâu và cũng là người kế ngôi ông, Nữ vương Anne I, qua đời. Leibniz đã đóng một vai trò trong việc đề ra và các thương lượng dẫn tới bộ luật đó, nhưng không luôn luôn mang lại hiệu quả. Chẳng hạn, một vài thứ ông xuất bản giấu tên ở Anh, nghĩ rằng sẽ đem lại lợi ích cho hoàng tộc Brunswick, bị kiểm duyệt chính thức bởi Quốc hội Anh.
Gia tộc Brunswick đã có những ưu đãi đáng kể với những công sức mà Leibniz dành cho những theo đuổi về khoa học mà không liên quan gì đến việc triều đình, những việc chẳng hạn như hoàn thiện vi tích phân, viết về những loại toán khác, logic, vật lý, và triết học, và trao đổi thư từ với rất nhiều người. Ông bắt đầu nghiên cứu về vi tích phân trong năm 1674; những chứng cứ sớm nhất là những bài toán ông sử dụng nó còn lại trong những cuốn sổ tay của ông năm 1675. Cho tới năm 1677 ông đã có một hệ thống hoàn thiện trong tay, nhưng không xuất bản nó cho tới năm 1684. Những bài báo về toán quan trọng nhất của ông được xuất bản trong giai đoạn 1682 và 1692, thường là trong tạp chí ông và Otto Mencke sáng lập năm 1682, tạp chí Acta Eruditorum. Tạp chí này đã đóng vai trò quan trọng trong việc nâng cao uy tín khoa học và toán học của ông, và hệ quả là nâng cao uy tín của ông trong ngoại giao, lịch sử, thần học và triết học.
Tuyển hầu Ernst August thuê Leibniz viết về lịch sử của Hoàng tộc Brunswick, truy ngược về thời gian của Charlemagne hay là xưa hơn nữa, hy vọng là cuốn sách khi hoàn thành sẽ đẩy mạnh thêm những tham vọng đế vương của ông ta. Từ 1687 đến 1690, Leibniz đi khắp nơi trong nước Đức, Áo và Ý, tìm kiếm những tư liệu cho công trình này. Nhiều thập kỉ trôi qua nhưng cuốn sách lịch sử không hề xuất hiện; vị Tuyển hầu kế tiếp khá bực mình với sự sao nhãng rõ rệt của Leibniz. Leibniz không bao giờ hoàn thành công trình này, một phần vì một số lượng lớn những công trình trên các lãnh vực khác nhau của ông được xuất bản, nhưng cũng một phần vì ông nhất định muốn viết một cuốn sách uyên bác dựa trên tài liệu được nghiên cứu kỹ lưỡng, trong khi những người tài trợ ông chỉ cần ông viết một cuốn sách nhỏ ở tầm mức phổ thông, một cuốn sách có lẽ là giống như gia phả với những lời bình luận, được hoàn thành trong ba năm hay ngắn hơn. Họ không biết rằng thật ra ông đã thi hành phần lớn những công việc mà ông được giao: khi các tư liệu mà Leibniz đã viết ra và sưu tầm về lịch sử của Hoàng tộc Brunswick cuối cùng cũng được xuất bản vào thế kỉ 19, nó gồm tới 3 tập.
Năm 1711, John Keill, viết trong tạp chí của Hội Hoàng gia (Royal Society) và với sự ủng hộ của Newton, đã cáo buộc Leibniz ăn cắp vi tích phân từ Newton. Do đó đã bắt đầu cuộc tranh cãi ai khám phá vi tích phân đầu tiên đã làm tối đi quãng đời còn lại của Leibniz. Một cuộc điều tra chính thức bởi Hội Hoàng gia (trong đó Newton là một người tham dự nhưng không công khai), đã diễn ra để đáp lại yêu cầu của Leibniz là Keill phải rút lại lời cáo buộc đó. Các nhà viết sử toán học từ 1900 trở đi đã thừa nhận Leibniz vô tội, chỉ ra những khác biệt quan trọng giữa hai phiên bản vi tích phân của Leibniz và Newton.
Năm 1711, trong khi du hành phía bắc châu Âu, Sa hoàng Peter Đại Đế (Nga) dừng chân ở Hannover và gặp Leibniz, và Leibniz bắt đầu tìm hiểu về số vấn đề liên quan tới Nga trong quãng đời còn lại của ông. Năm 1712, Leibniz bắt đầu cư trú tại Viên trong hai năm, nơi ông được bổ nhiệm làm cố vấn triều đình cho hoàng tộc Habsburg. Khi Nữ vương Anne I qua đời năm 1714, Tuyển hầu Georg Ludwig trở thành Vua George I của Anh, dưới các điều khoản của Act of Settlement năm 1701. Mặc dù Leibniz đã làm rất nhiều để sự kiện này diễn ra, công lao to lớn của ông không được công nhận. Mặc cho sự can thiệp của Công chúa xứ Wales, Caroline của Ansbach, George I đã cấm Leibniz không được đi theo ông đến London cho đến khi ông hoàn thành ít nhất là một tập của cuốn sách viết về lịch sử của hoàng tộc Brunswick mà cha ông đã thuê Leibniz viết gần 30 năm trước đó. Hơn thế nữa, nếu George I mời cả Leibniz vào triều đình của ông ta ở London thì đó sẽ là một điều trêu chọc Newton, người được xem như đã chiến thắng trong cuộc tranh cãi ai phát minh ra vi tích phân trước và cũng là một người có địa vị cao trong hoàng tộc Anh. Cuối cùng, người bạn thân và cũng là người bảo vệ ông, Nữ Tuyển hầu tước Sophia, qua đời năm 1714.
Leibniz qua đời ở Hannover năm 1716: vào lúc đó, ông bị thất sủng cho đến nỗi mà cả George I (người tình cờ ở gần Hannover vào lúc đó) cũng như các quan trong triều nào đến dự đám tang của ông, chỉ có người thư ký riêng của ông dự tang. Mặc dù Leibniz là thành viên cả đời của Hiệp hội Hoàng gia Anh và của Viện hàn lâm khoa học Berlin, cả hai tổ chức đó đều không đứng ra tổ chức tang lễ cho ông. Mộ của ông không được đánh dấu trong hơn 50 năm. Leibniz được đọc điếu văn bởi Fontenelle, trước Viện Hàn lâm khoa học Pháp (Academie des Sciences) ở Paris, nơi đã công nhận ông là một thành viên nước ngoài vào năm 1700. Bản điếu văn được viết theo lệnh của nữ công tước của Orlean, cháu gái của Nữ Tuyển hầu Sophia.
Leibniz không bao giờ lập gia đình. Đôi lúc ông phàn nàn về tiền nong, nhưng khoản tiền không nhỏ mà ông để lại cho người thừa kế duy nhất của ông, con trai kế của em gái ông, chứng tỏ là hoàng tộc Brunswick đã trả lương ông khá hậu. Trong những cố gắng về ngoại giao, đôi khi ông đứng trên vùng ranh của những người không theo nguyên tắc nào cả, hành vi khá phổ biến của những nhà ngoại giao thời đó. Trong một vài lần, Leibniz sửa lại ngày tháng và thay đổi những ghi chép cá nhân, những hành động không thể được tha thứ hay bảo vệ và đã đặt ông vào tư thế bất lợi trong cuộc tranh cãi về vi tích phân. Mặt khác, ông khá nồng hậu và cư xử tốt, với nhiều bạn bè và nhiều người kính nể trên toàn châu Âu.
Được xem là một thiên tài, Leibniz chủ yếu viết bằng ba thứ tiếng: Latin bác học (hơn 40%), Pháp (hơn 35%) và Đức (dưới 25%). Xuyên suốt cuộc đời mình, ông đã xuất bản nhiều cuốn sách nhỏ cũng như các bài viết học thuật, nhưng chỉ có hai cuốn sách tương đối triết lý là Combinatorial Art(Nghệ thuật kết hợp) vàThéodicée. (Ông xuất bản rất nhiều sách nhỏ, chủ yếu dưới dạng vô danh, trên danh nghĩa Quốc hội của Brunswick-Lüneburg, đáng chú ý nhất là cuốn "De jure suprematum" (tạm dịch là Tối cao pháp quyền), một tư tưởng về bản chất của tự trị). Vị Vua đa tài của nước Phổ là Friedrich II Đại Đế (chính là cháu nội của Hoàng hậu Sophie Charlotte bạn ông) đam mê đọc tác phẩm của ông.

## Tác phẩm
- 1666. De Arte Combinatoria (On the Art of Combination); partially translated in Loemker §1 and Parkinson (1966).
- 1671. Hypothesis Physica Nova (New Physical Hypothesis); Loemker §8.I (partial).
- 1673 Confessio philosophi (A Philosopher's Creed); an English translation is available.
- 1684. Nova methodus pro maximis et minimis (New method for maximums and minimums); translated in Struik, D. J., 1969. A Source Book in Mathematics, 1200–1800. Harvard University Press: 271–81.
- 1686. Discours de métaphysique; Martin and Brown (1988), Ariew and Garber 35, Loemker §35, Wiener III.3, Woolhouse and Francks 1. An online translation by Jonathan Bennett is available.
- 1703. Explication de l'Arithmétique Binaire (Explanation of Binary Arithmetic); Gerhardt, Mathematical Writings VII.223. An online translation by Lloyd Strickland is available.
- 1710. Théodicée; Farrer, A.M., and Huggard, E.M., trans., 1985 (1952). Wiener III.11 (part). An online translation is available at Project Gutenberg.
- 1714. Monadologie; translated by Nicholas Rescher, 1991. The Monadology: An Edition for Students. University of Pittsburg Press. Ariew and Garber 213, Loemker §67, Wiener III.13, Woolhouse and Francks 19. Online translations: Jonathan Bennett's translation; Latta's translation; French, Latin and Spanish edition, with facsimile of Leibniz's manuscript. Lưu trữ ngày 12 tháng 1 năm 2012 tại Wayback Machine
- 1765. Nouveaux essais sur l'entendement humain; completed in 1704. Remnant, Peter, and Bennett, Jonathan, trans., 1996. New Essays on Human Understanding. Cambridge University Press. Wiener III.6 (part). An online translation by Jonathan Bennett is available.